# جيمي بيرك (لاعب كرة قاعدة)
جيمي بيرك (بالإنجليزية: Jimmy Burke)‏ هو لاعب كرة قاعدة أمريكي، ولد في 12 أكتوبر 1874 في سانت لويس في الولايات المتحدة، وتوفي بنفس المكان في 26 مارس 1942.

## وصلات خارجية
- جيمي بيرك (لاعب كرة قاعدة) على موقعبيزبول رفرنس.كوم (الدوري الرئيسي) (الإنجليزية)
- جيمي بيرك (لاعب كرة قاعدة) على موقعبيزبول رفرنس.كوم (الدوري الثانوي) (الإنجليزية)